# Nick Cunningham
Pour les articles homonymes, voir Cunningham.
Nick Cunningham, né le 8 mai 1985 à Los Gatos, est un bobeur américain qui a débuté au niveau international en 2008.  
Il a participé aux Jeux olympiques de 2010 à Vancouver où il est 12e du bob à deux et 13e du bob à quatre et à ceux de 2014 à Sotchi où il est 13e du bob à deux et 12e du bob à quatre.
Il monte sur son premier podium en Coupe du monde en novembre 2012 en tant que pilote.

## Palmarès

### Coupe du monde
- 6 podiums : 
  - bob à 2 : 3 deuxièmes places 2 troisièmes places.
  - bob à 4 : 1 troisième place.